# Kebonsari (Sukun)
Kebonsari is een bestuurslaag in het regentschap Malang van de provincie Oost-Java, Indonesië. Kebonsari telt 9930 inwoners (volkstelling 2010).